# رود نپا (روسیه)
رود نپا (روسی: Непа) یک رودخانه در استان ایرکوتسک کشور روسیه است.